# Wang Qishan
Dans ce nom chinois, le nom de famille, Wang, précède le nom personnel.
Wang Qishan (chinois : 王岐山 ; Wade-Giles : Wang Ch'i-shan), né le 19 juillet 1948 à Qingdao, est un homme politique chinois à la retraite qui a été l'un des principaux membres du Parti communiste chinois (PCC).
Wang s'est fait connaître dans le secteur financier chinois à la fin des années 1980. En 1994, il est devenu gouverneur de la China Construction Bank. Il a ensuite occupé successivement trois postes régionaux : vice-gouverneur de Guangdong, secrétaire du parti de Hainan et maire de Pékin. Wang a ensuite occupé le poste de vice-premier ministre chargé des finances et des affaires commerciales sous la direction du premier ministre Wen Jiabao de mars 2008 à mars 2013, période durant laquelle il a également obtenu un siège au Politburo.
Entre 2012 et 2017, Wang a été secrétaire de la Commission centrale d'inspection de la discipline, l'organe de contrôle interne et de lutte contre la corruption du PCC, et membre du Comité permanent du Politburo du PCC. Il a joué un rôle essentiel dans la mise en œuvre de la campagne anticorruption du secrétaire général Xi Jinping depuis 2013 et est considéré comme l'un des plus proches alliés politiques de Xi,,.
De 2018 à 2023, il a occupé le poste de vice-président de la Chine, où il a été l'une des figures de proue des affaires étrangères du pays.

## Jeunesse
Wang Qishan est né à Qingdao, dans le Shandong, mais sa ville de jeunesse est considérée comme Tianzhen, dans le Shanxi. Après avoir obtenu son diplôme de fin d'études secondaires, Wang a travaillé comme jeune envoyé à la campagne, effectuant des travaux manuels avec des paysans dans une commune du cœur révolutionnaire de Yan'an, où il a rencontré Xi Jinping et s'est lié d'amitié avec lui. En 1973, Wang a été admis en tant qu'« étudiant ouvrier-paysan-soldat » à l'université du Nord-Ouest à Xi'an, où il a étudié l'histoire et obtenu son diplôme en 1976.
Wang a rencontré Yao Mingshan (姚明珊), la fille de Yao Yilin, à Yan'an, et ils se sont mariés. Après avoir obtenu son diplôme, Wang a travaillé à l'Académie chinoise des sciences sociales, où il a mené des recherches sur l'histoire de la Chine impériale tardive (à partir des années 1800) et sur l'histoire de l'ère républicaine (1912-1949).
En 1982, Yao Yilin est devenu membre suppléant du secrétariat central et Wang a été promu au bureau du secrétariat chargé de la recherche sur la politique rurale. C'est le début de sa carrière politique.

## Carrière

### Dans la finance
De 1982 à 1988, Wang a occupé divers postes dans le domaine de la recherche en science politique. En 1988, Wang a été muté au poste de directeur général de l'Agricultural Investment Trust of China. Un an plus tard, il devient vice-gouverneur de la China Construction Bank, puis directeur en 1994, et cela jusqu'en 1997. Durant cette période, il facilite la coopération avec la banque d'investissement américaine Morgan Stanley et joue un rôle déterminant dans la création de la première banque d'investissement chinoise, la China International Capital Corp (CICC), dont il est le premier président exécutif.
En 1997, Wang a été transféré à Guangdong pour en devenir le vice-gouverneur exécutif, l'un des postes les plus élevés du gouvernement provincial. Au plus fort de la crise financière asiatique, Wang a aidé Li Changchun, alors secrétaire du parti de Guangdong, à gérer les prêts non performants de diverses entreprises publiques de la province. En 2000, Wang a été transféré à Pékin. A partir de ce moment, Wang s'est forgé une réputation de « spécialiste financier » au sein du cabinet du premier ministre Zhu Rongji. Wang a ensuite occupé le poste de chef du bureau général de la Commission d'État pour la réforme structurelle de l'économie (国家经济体制改革委员会). Après l'accession de Hu Jintao au poste de secrétaire général en novembre 2002, Wang Qishan a été transféré à Hainan et est devenu secrétaire du parti de la province.

### Maire de pékin et vice-premier ministre
Wang a succédé à Meng Xuenong, maire de Pékin alors en disgrâce, lorsque le SRAS a frappé la ville au printemps 2003. Après son arrivée à la capitale, Wang a adopté une approche ouverte pour la diffusion des informations sur le SRAS auprès du public. Contrairement au manque de transparence de l'administration de son prédécesseur, il a demandé la publication d'un communiqué de presse quotidien sur les dernières informations concernant l'évolution de la maladie.

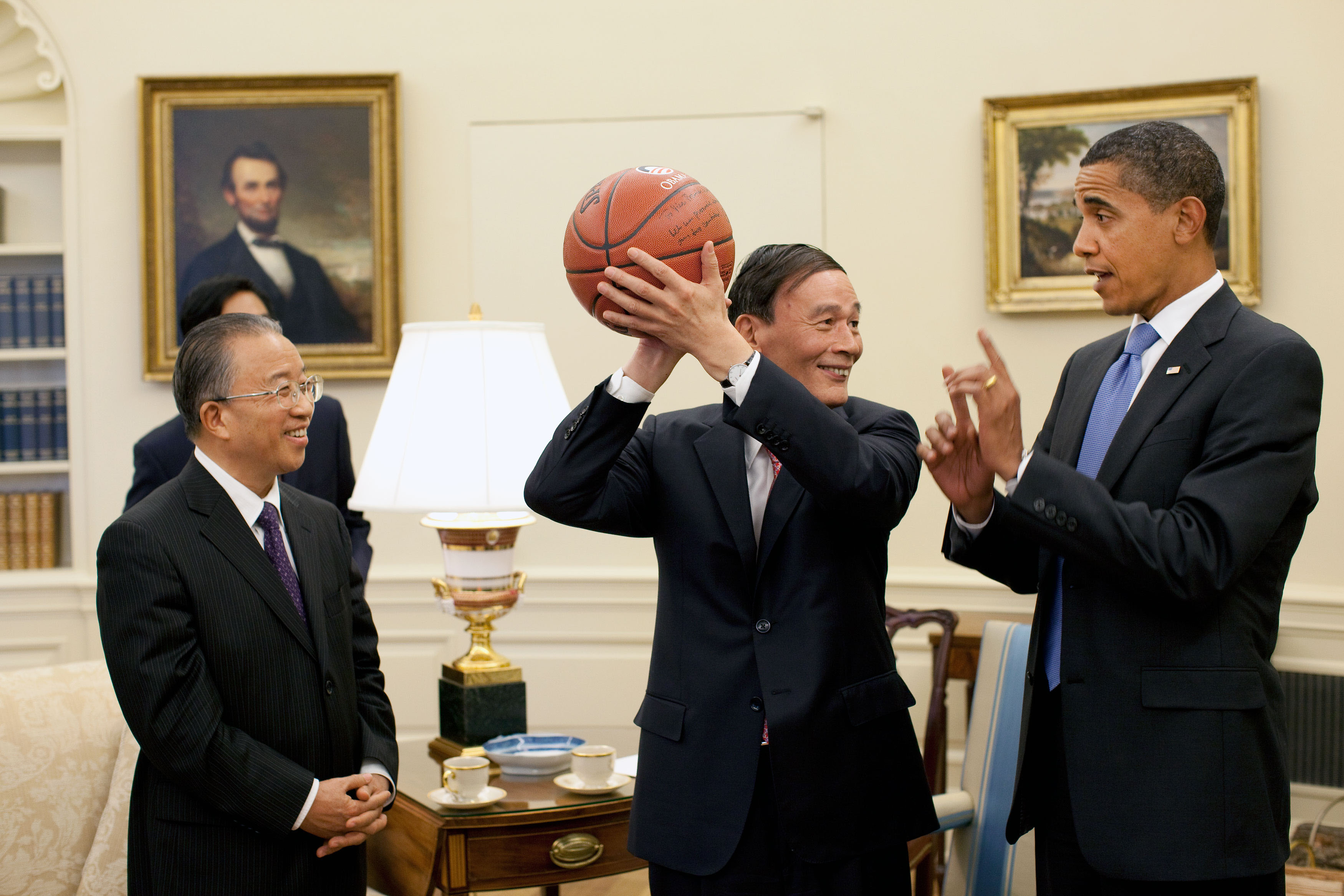
Wang Qishan et Barack Obama lors d'une rencontre le 28 juillet 2009

Wang a été confirmé dans ses fonctions de maire de Pékin au début de l'année 2004. En tant que maire, il a également été président exécutif du comité d'organisation des Jeux olympiques de Pékin (BOCOG). En mars 2005, lors d'une émission de radio locale, Wang s'est excusé en direct auprès de la population de Pékin pour la pénurie de gaz naturel qui sévit dans la ville. Cette action a été saluée par les médias et on a dit qu'elle avait réduit la distance perçue entre les représentants du gouvernement et le public. Wang était connu pour sa franchise et son sens des responsabilités, notamment en contraste avec son rival Liu Qi.
En 2007, après le 17e congrès du parti, il a été nommé membre du 17e Politburo du parti communiste chinois. En 2008, il a été nommé vice-premier ministre du Conseil d'État au sein du gouvernement de Wen Jiabao, chargé des finances et du commerce. En 2009, Wang a été nommé par le président Hu Jintao comme son représentant spécial pour présider le volet économique du dialogue stratégique et économique entre les États-Unis et la Chine.
Wang a été désigné comme l'une des personnes les plus influentes au monde dans la liste Time 100 de 2009.

### Comité permanent du Politburo et lutte contre la corruption
Avant le 18e congrès national du Parti communiste chinois en 2012, Wang était considéré par les observateurs comme une étoile politique montante, avec un pedigree politique diversifié couvrant les domaines de la haute finance, du gouvernement régional, et de l'élaboration et de l'exécution des politiques. Wang a fini par entrer dans les rangs du Comité permanent du Politburo, considéré comme le sommet du pouvoir en Chine  en prenant le poste de secrétaire du Comité central pour l'inspection disciplinaire du Parti communiste chinois (CCID), le principal organe de lutte contre la corruption du Parti. Xi Jinping est devenu secrétaire général du parti communiste chinois lors de ce même congrès. Cette nomination était inattendue compte tenu de l'expérience de Wang dans le domaine économique ; il était considéré comme un candidat plus probable au poste de vice-premier ministre.
La décision de confier à Wang le portefeuille disciplinaire semble avoir surpris Wang lui-même : dans une vidéo d'une conférence de la CCID, qui a fait l'objet d'une fuite après son arrivée à la tête de l'organisme, Wang a déclaré à propos de la décision : « Vous pouvez consulter les rapports des médias avant le 18e congrès, qui savait que Wang Qishan allait devenir secrétaire de la CCID ? C'est ainsi que les choses fonctionnent. Vous faites ce que le parti vous dit de faire ».
L'accession de Wang au poste de chef de file de la lutte contre la corruption serait due, au moins en partie, à sa relation avec Xi Jinping. Wang était ami avec Xi depuis leur jeunesse, ils ont partagé une couchette lorsqu'ils étaient tous deux travailleurs manuels dans la province de Shaanxi pendant la révolution culturelle, et Wang a prêté à Xi des livres sur l'économie. Ils étaient toujours amis lorsque Xi était fonctionnaire régional dans le Fujian.
À partir de la fin 2012, Wang est devenu le visage public de la campagne anticorruption de Xi Jinping, la plus vaste campagne de ce type depuis la fondation du pays en 1949. Son rôle dans la campagne est primordial. Il est également devenu le chef du groupe central de direction pour le travail d'inspection, chargé d'envoyer des équipes dans les provinces et les entreprises d'État dans le but d'éradiquer la corruption. Après le 18e congrès du parti, Wang a souvent été considéré comme le deuxième homme le plus puissant de Chine.
Wang est devenu le favori des médias. En octobre 2015, la CCID, sous sa direction, a publié un nouvel ensemble complet de règlements sur les procédures disciplinaires du parti et les règles de conduite des membres du parti, un document visant à institutionnaliser la capacité du parti à discipliner ses membres et à réduire la corruption. En parallèle, Wang a introduit pour la première fois un ensemble de procédures disciplinaires pour les responsables disciplinaires du parti eux-mêmes. Son travail anti-corruption lui a valu des éloges au sein de la direction du parti, et beaucoup ont appelé à une prolongation de son mandat lors du 19e Congrès du Parti en 2017.
En tant que chef de la commission, Wang a renforcé la chaîne de commandement et isolé les branches locales de la commission des dirigeants locaux du parti. Depuis 2017, les branches locales de la commission doivent simultanément signaler les activités d'enquête à la fois au comité local du parti et à la commission d'inspection de la discipline du niveau supérieur, qui est devenue autorisée à arbitrer les conflits de compétence en matière de supervision disciplinaire.

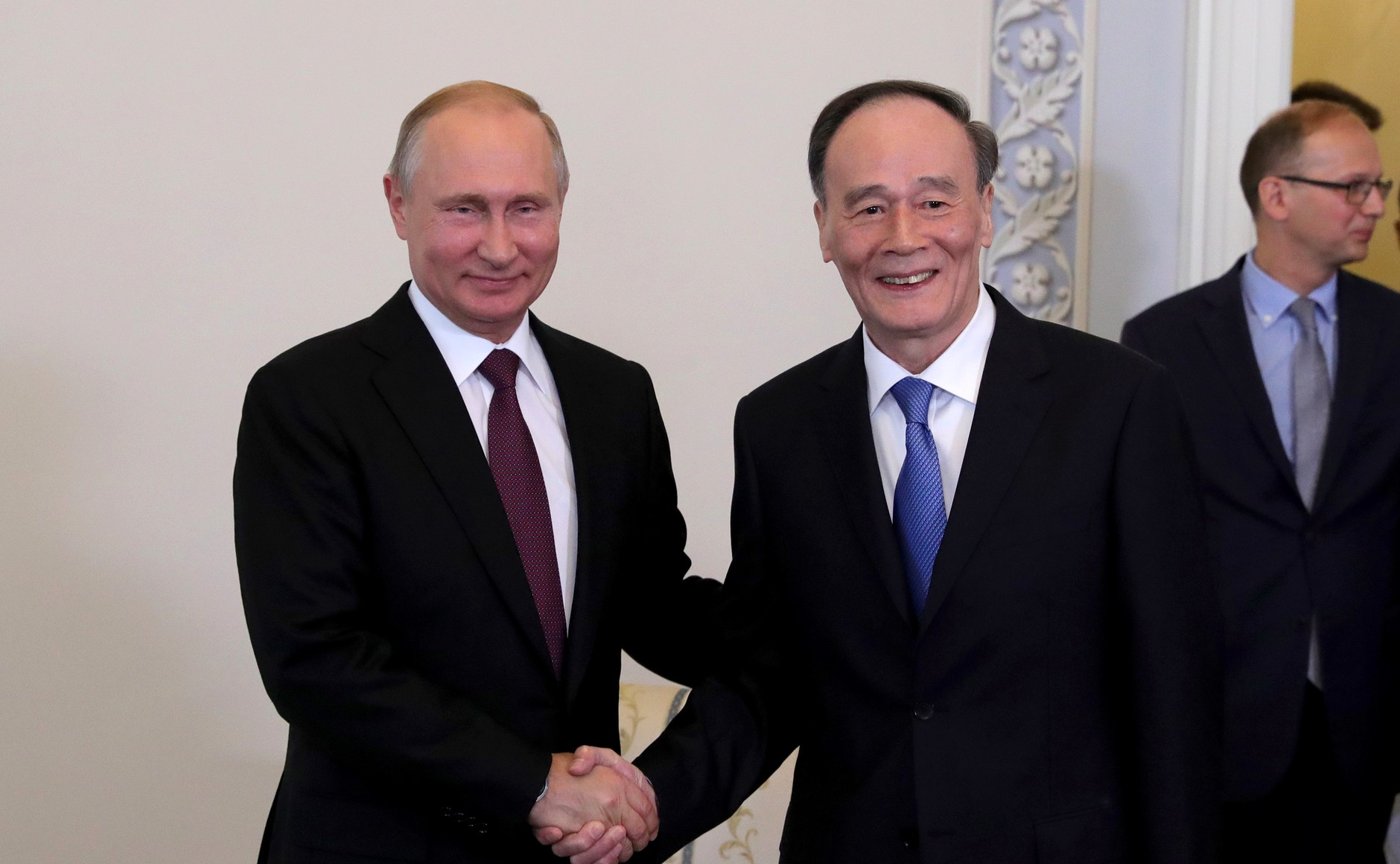
Wang Qishan et Vladmir Poutine en mai 2018

### Vice président de la république
Wang a quitté le Comité permanent du Politburo et la CCID après le 19e Congrès du Parti en octobre 2017. En mars 2018, il est devenu vice-président de la république populaire Chine, et il est le premier vice-président sans aucun autre titre de fonction au sein du parti depuis 1998.
Pendant son mandat de vice-président, Wang Qishan a participé à des activités diplomatiques. Il a assisté à la cérémonie d'investiture du président sud-coréen Yoon Suk-yeol, du président philippin Bongbong Marcos et du président brésilien Lula da Silva. Il a également assisté aux funérailles d'Elizabeth II.

## Retraite
Wang Qishan s'est retiré de la vie politique en mars 2023, après que Han Zheng lui a succédé au poste de vice-président de la Chine. Le 10 octobre 2024, Han Zheng lui succède également au poste de président honoraire de la Société de la Croix-Rouge de Chine. En octobre 2024, il succède à Zhu Rongji au poste de président honoraire du conseil consultatif de l'École d'économie et de gestion de l'université de Tsinghua.

## Vie privée
Wang est marié à Yao Mingshan, fille de l'ancien premier vice-premier ministre chinois Yao Yilin. Wang et Yao n'ont pas d'enfant ; il est parfois considéré comme un « prince rouge » du fait de son mariage. La sœur de Yao Mingshan est Yao Mingduan, dont le mari est Meng Xuenong, ancien maire de Pékin, ancien gouverneur de Shanxi et ancien membre du comité permanent du comité national de la Conférence consultative politique du peuple chinois. Le secrétaire américain au Trésor, Henry Paulson, a déclaré que Wang était « décisif et curieux », qu'il était « un historien passionné, qu'il aimait les débats philosophiques et qu'il avait un sens de l'humour déconcertant ». Paulson écrit : 
« C'est un patriote chinois, mais il comprend les États-Unis et sait que chacun de nos deux pays bénéficie de la réussite économique de l'autre. Et il est audacieux - il relève des défis, fait des choses qui n'ont jamais été faites auparavant et réussit. Wang a géré la plus grande restructuration de faillite de l'histoire de la Chine en 1998 et a ainsi évité une crise bancaire qui aurait pu paralyser la croissance du pays".
Wang est un fan de la série télévisée américaine House of Cards, à laquelle il a souvent fait allusion lors de conférences sur la lutte contre la corruption ; il a déclaré qu'il était particulièrement fasciné par le rôle du whip du parti. Il a également déclaré avoir regardé quelques séries coréennes. Wang a déclaré : « Les séries coréennes sont en avance sur nous, mais le cœur et l'âme des séries coréennes [représentent] un progrès par rapport [aux formes d'art observées] dans la culture chinoise traditionnelle ».